# Schule des Verbrechens
Schule des Verbrechens (Originaltitel Crime School) ist ein US-amerikanisches Gefängnisdrama von Lewis Seiler aus dem Jahr 1938 mit Humphrey Bogart, Gale Page und den Dead End Kids. 

## Handlung
Frankie Warren, Lester „Squirt“ Smith, George „Fats“ Papadopolo, Richard „Goofy“ Slate, Charles „Spike“ Hawkins und Timothy „Bugs“ Burke, sechs junge Rowdies, machen in den Slums von New York die Gegend unsicher, da sie immer wieder Diebstähle begehen. Die Eltern dieser Kinder trinken und leben größtenteils von der Fürsorge, oder sind bereits tot. So wurde beispielsweise der Bruder von Spike auf dem elektrischen Stuhl hingerichtet. Die Voraussetzungen dieser Kinder für ein besseres Leben sind gleich null. Die gestohlenen Sachen, darunter eine Uhr, ein Fahrrad, ein Telefon, ein Autoreifen und eine Badewanne, versuchen sie beim Pfandleiher Junkie zu versetzen. Dieser will sie, entgegen einer getroffenen Vereinbarung, mit nur fünf Dollar abspeisen. Darüber kommt es zu einem Streit und zu Handgreiflichkeiten, in deren Verlauf Spike mit einem Schraubenschlüssel zuschlägt. Junkie fällt daraufhin um und bleibt scheinbar tot liegen, woraufhin die Jungen den Ort des Geschehens eiligst verlassen. 
Als Frankie bei seiner Schwester Sue Warren zu Hause ankommt, nimmt sie ihn ins Gebet. Sue müht sich in der Fabrik ab und lernt nebenher auf der Abendschule noch Steno und Schreibmaschine in der Hoffnung, sich und ihrem Bruder einmal ein besseres Leben in einer anderen Gegend ermöglichen zu können. Ein Polizeibeamter, der Sue sprechen will, verheißt nichts Gutes. 
Am nächsten Morgen sind alle sechs Jungs bei Richter Clinton vorgeladen. Er will, dass sie ihm die Wahrheit über den Vorfall in der Pfandleihe erzählen. Junkie wurde mit einer Schädelfraktur ins Hospital gebracht. Er hat Frankie, Squirt, Fats, Goofy, Spike und Bugs beschuldigt, an seiner Verletzung die Schuld zu tragen. Die Gang hält jedoch dicht und verrät dem Richter nicht, dass Spike Junkie niedergeschlagen hat. Der Richter hat daher keine andere Wahl, als alle Jungen für zwei Jahre in die Besserungsanstalt Gatesville einzuweisen. Frankie Schwester Sue bittet vergeblich darum, ein solches Urteil noch einmal zu überdenken, da sie große Angst hat, dass die Jugendlichen dort erst zu Verbrechern werden könnten.
Noch in derselben Nacht werden die sechs Jungen dem Anstaltsleiter Morgan übergeben, der sie ohne Essen in den kargen Schlafsaal schickt. Frankie macht sogleich dadurch auf sich aufmerksam, dass er ein Abendessen für alle fordert. Kurz darauf provoziert der schon länger einsitzende Red eine Schlägerei, Frankie ist dann derjenige der zum Anstaltsleiter beordert wird. Dort droht man ihm das Strafmittel Neunschwänzige Katze an, woraufhin Frankie überreagiert und einen Briefbeschwerer in Richtung Morgans wirft. Er trifft jedoch nur das Fenster und rennt davon. Weit kommt er allerdings nicht, da das Gebäude mit Stacheldraht umgeben ist. Oberaufseher Cooper und vier weitere Wärter reißen ihn vom Zaun zurück und bringen ihn Morgan, der nun von der Peitsche Gebrauch macht.
Der stellvertretende Leiter der Aufsichtsbehörde, Mark Braden, stößt im Hospital auf Frankie und einen betrunkenen Arzt. Das veranlasst ihn dazu, sowohl Morgan als auch den Arzt zu feuern. Er entschließt sich, die Leitung der Anstalt selbst zu übernehmen und behandelt die jungen Menschen anständig, in der Hoffnung so etwas wie eine Vertrauensbasis aufbauen zu können. Zunächst bleibt ein Erfolg jedoch aus, eher im Gegenteil führen seine Versuche, die Jungen einzubeziehen, zu weiteren Komplikationen. Frankie scheint jedoch nach und nach begriffen zu haben, dass Braden nicht so ist wie die anderen Beamten und bietet ihm an, sich bei den anderen für ihn einzusetzen. Seine Chance, sich zum Mechaniker ausbilden zu lassen, nimmt Frankie dann auch gern wahr. Spike schießt jedoch abermals quer und versucht Maßnahmen zu torpedieren, wo immer er kann. Bei einem Streit im Beisein Coopers hört dieser ungewollt mit, dass Spike derjenige war, der Junkie fast erschlagen hätte.
Sue, die ihren Bruder öfter im Gefängnis besucht, wird von Braden als Sekretärin für Richter Clinton angeworben. Er hat sich in die junge Frau verliebt. Ein anderes Kapitel ist, dass Braden in der Buchhaltung der Anstaltsleitung inzwischen Beweise dafür gefunden hat, dass Morgan jahrelang getürkte Abrechnungen vorgelegt und sich selbst bereichert hat. Dass auch Cooper beteiligt war, ahnt er zu diesem Zeitpunkt noch nicht. Als dieser sich in die Enge getrieben sieht, versucht er Braden dadurch ein Bein zu stellen, dass er Spike mit der Drohung erpreßt, dafür zu sorgen, dass er mehrere Jahre in eine Jugendstrafanstalt verbringen müsse, wenn er sein Spiel nicht mitspiele. Spike soll Frankie erzählen, dass Braden seine Schwester als Nutte ausnutze und sich so Frankies Vergünstigungen in der Anstalt bezahlen lasse. Zudem veranlasst er Spike, Frankie anzubieten, in seinem Wagen, den er Spike wohlweislich inklusive Waffe im Handschuhfach zum Putzen überlassen hat, zu fliehen. Tatsächlich gelingt diese fiese Aufhetzmanöver, die Bandmitglieder fliehen. Als Frankie bei seiner Schwester erscheint, überrascht er sie und Braden beim Abendessen. Cooper hat unterdessen die Polizei und den Commissioner, Braden Vorgesetzten, alarmiert. 
Braden ist es unterdessen gelungen, Frankie die Waffe zu entwinden und versteckt den Jungen im Schlafzimmerschrank, als ein von den Nachbarn alarmierter Polizist auftaucht. Es gelingt ihm zudem, dem Polizeibeamten glaubhaft zu erklären, warum die Nachbarn Schussgeräusche gehört hätten. Spike gesteht Braden, wer diese Intrige gesponnen hat. Er handelt sofort und schmuggelt die jungen Männer mit seinem Wagen zurück in die Anstalt und stellt Coopers Alarm als Hirngespinst dar. 
Tags darauf lässt Braden es sich nicht nehmen, vor der versammelten Presse und dem Commissioner, seine Anschuldigungen der Unterschlagung durch Morgan und Cooper zu wiederholen und anhand einer Buchprüfung auch zu beweisen. Richter Clinton entlässt die sechs Jungen daraufhin aus der Anstalt auf Bewährung in die Obhut ihrer Angehörigen. Frankie Warren und Sue planen voller Vorfreude ihre Hochzeit.

## Produktion

### Produktionsnotizen
Der von Warner Bros.-Pictures, Inc. produzierte Film, wurde in den Warner Brothers Burbank Studios in Burbank in Kalifornien gedreht. Er hatte einen straffen Drehplan von achtzehn Tagen und wurde dem fleißigen Regisseur Lewis Seiler zugeteilt. In den späten 1930er Jahren wurde das Management von Warner Bros. Pictures in der Presse oft dafür verspottet, eine Reihe sich ständig wiederholender Kriminal- und Gefängnisfilme zu produzieren. Für die Verfilmung von Crime School hatte das Studio keine wirkliche Verteidigung, da der Film dreist aus zwei älteren Drehbüchern zusammengebastelt und von der B-Unit des Studios in aller Eile produziert worden war. Der Film übertreffe seine B-Movie-Ursprünge dank der Bemühungen von Vincent Sherman, dem Co-Drehbuchautor und nicht im Abspann genannten Dialogregisseur, sowie dank der Begeisterung der Stars Humphrey Bogart und der Dead End Kids, die den Patchwork-Quickie hätten zum Erfolg führen wollen, führte John M. Miller bei Turner Classic Movies aus.
Der Film sei zudem nur zustande gekommen, weil Studiochef Jack L. Warner seine Vertragsschauspieler nicht untätig habe herumsitzen sehen wollen. Nach dem großen Erfolg von Samuel Goldwyns Dead End (1937) bei Kritikern und an den Kinokassen, für den Warner Bogart für die Rolle des harten Kerls ausgeliehen hatte, kaufte das Studio Goldwyns Zweijahresvertrag mit den jugendlichen Hauptdarstellern des Films. Die jungen Schauspieler (Billy Halop, Huntz Hall, Leo Gorcey, Bobby Jordan, Gabriel Dell und Bernard Punsley) waren von Goldwyn nach Hollywood geholt worden, um ihre Rolle aus der Broadway-Produktion des Robert-Sherwood-Stücks zu wiederholen. Nachdem ein von Warner-Bros.-Produzent Mervyn LeRoy ins Auge gefasstes Projekt nicht verwirklicht wurde, war Warner verärgert darüber, den Kids monatelang Gehälter zahlen zu müssen, obwohl nichts mit ihnen gemacht wurde. Als der Chef der B-Unit von Warner Bros., Bryan Foy, äußerte, dass er die Jungs schnell mit Arbeit versorgen könne, indem er zwei alte Filme des Studios A neu verfilme und kombiniere, stimmte Warner sofort zu.
John M. Miller schrieb bei Turner Classic Movies, Humphrey Bogart habe die Erfahrung bei Crime School als Hauptdarsteller und Guter des Films eingesetzt zu werden, genossen. Für ihn sei dies eine willkommene Abwechslung gewesen, nicht immer einen bewaffneten Kriminellen spielen zu müssen. Die Warner-Bros.-Führung sei vom Erfolg des Films so begeistert gewesen, dass sie ihn als A-Film und nicht als B-Film gestartet habe. Die endgültigen Kosten hätten sich auf 186.000 Dollar belaufen, an den Kinokassen habe der Film über zwei Millionen Dollar eingespielt und sei einer der erfolgreichsten Filme des Jahres 1938 gewesen. Für Sherman, der auch gern Regie führen wollte, sei er ein echter Pluspunkt gewesen und habe dazu geführt, dass Jack L. Warner ihm Regieaufgaben übertragen habe. Sherman übernahm dann sodann die Regie in dem Horrorfilm The Return of Dr. X und bekam Bogart als Star.
Für Gale Pages war der Film ihr Leinwanddebüt. Sie soll Gloria Dickson ersetzt haben.

### Hintergrund
Der Film stellt im Wesentlichen eine Neuverfilmung von The Mayor of Hell, in dem James Cagney 1933 die Hauptrolle innehatte, dar. Crime School wurde zu einem unerwarteten Kassenerfolg und gehört zu den besseren Bogart-Filmen jener Zeit. Bogart spielt in diesem Film wiederum mit den Dead End Kids zusammen, nach Dead End (1937) und später Angels with Dirty Faces (1938) und You Can’t Get Away with Murder (1939), die sich zu Anstaltszöglingen weiterentwickelt hatten. Ein weiteres Mal wurde der Stoff 1939 unter dem Titel Hell’s Kitchen (1939) mit Ronald Reagan verfilmt.
Alan G. Barbour schrieb in seiner Biografie über Humphrey Bogart, dass der Schauspieler bei Crime School „ins vertraute Gefängnismilieu“ zurückgekehrt sei. Dieser Film sei „fraglos aus dem gleichen Guß wie San Quentin und James Cagneys Mayor of Hell.“ Nachdem man „mit den Dead End Kids nach dem Film Dead End großen Profit gemacht“ habe, habe man es „für erfolgversprechend“ gehalten, „diese Jugendlichen erneut mit Bogart zusammenzubringen, weil man sich davon einen ähnlich großen Kassenschlager“ versprochen habe.

### Synchronisation, Veröffentlichung
| Figur                      | Darsteller          | Deutscher Sprecher |
| -------------------------- | ------------------- | ------------------ |
| Mark Braden                | Humphrey Bogart     | Joachim Kemmer     |
| Sue Warren                 | Gale Page           | Irina von Bentheim |
| Frankie Warren             | Billy Halop         | Simon Jägerr       |
| Lester Squirt Smith        | Bobby Jordan        | Ozan Ünal          |
| Richard Goofy Slade        | Huntz Hall          | Tobias Müller      |
| Charles Spike Hawkins      | Leo Gorcey          | Björn Schalla      |
| George Fats Papadopolo     | Bernard Punsly      | Jan Böttcher       |
| Timothy Bugs Burke         | Gabriel Dell        | Julien Haggège     |
| Red                        | George Offerman Jr. | Gerrit Schmidt-Foß |
| Morgan                     | Cy Kendall          | Helmut Krauss      |
| Robert E. Clinton, Richter | Charles Trowbridge  | Lothar Blumhagen   |
| Alter Arzt                 | Spencer Charters    | Gerry Wolff        |
| Neuer Arzt                 | Donald Briggs       | Tim Moeseritz      |
| Commissioner               | Frank Jaquet        | Alexander Herzog   |
| Mrs. Burke                 | Helen MacKellar     | Chris Palm         |
| Mr. Burke                  | Al Bridge           | Andreas Grothusen  |
| Mrs. Hawkins               | Sibyl Harris        | Eva-Maria Werth    |
| Nick Papadopolos           | Paul Porcasi        | Bert Franzke       |
| Junkie                     | Frank Otto          | Kaspar Eichel      |

Der Film hatte am 10. Mai 1938 in New York Premiere, am 28. Mai 1938 erschien er dann allgemein in den Vereinigten Staaten. In Frankreich, Dänemark, in den Niederlanden, in Jugoslawien und in Schweden wurde der Film ebenfalls im Jahr 1938 veröffentlicht. In Belgien und Griechenland war er erstmals 1939 zu sehen und in Portugal 1941. Veröffentlicht wurde der Film zudem in Brasilien, Kanada, Polen, in der Sowjetunion, im Vereinigten Königreich und in Venezuela. In der Bundesrepublik Deutschland wurde der Film unter dem Titel Schule des Verbrechens veröffentlicht. Am 20. Juli 1968 wurde der Film erstmals im deutschen Fernsehen ausgestrahlt.
Die 2. Synchronisation fürs Fernsehen entstand 1996 durch die Synchronfirma FFS Film- & Fernseh-Synchron, Berlin, Dialogbuch und Dialogregie: Elke Weidemann.

### Soundtrack
- Put on Your Old Grey Bonnet, Musik: Percy Wenrich, Text: Stanley Murphy
  - a cappella gesungen von den Insassen der Schuhreparaturwerkstatt
- Rain, Rain, Go Away!, traditioneller englischer Kinderreim
  - gesungen von Huntz Hall, als die Bande im Regen die Besserungsanstalt betritt.

## Rezeption

### Kritik
Der Kritiker Christoph Hartung setzte sich auf seiner Seite mit dem Film auseinander und meinte, „als hätte Hollywood Charles Dickens eine Filmkamera in die Hand gedrückt“, so wirke „der Film in seiner ganzen Exposition“. Lewis Seiler lege „als Regisseur viel Wert auf Zwischentöne, klares Schwarz-Weiß“ finde er „uninteressant“. Die Produktion lebe „von den pubertären Ängsten über das Verlassenwerden, über Schuldgefühle und Korpsgeist (sowohl bei den Jungs als auch bei den Polizisten und Gefängnisleuten)“.
Gary Tooze bezeichnete den Film auf der Seite DVD Beaver als einen sozialkritischen Film, in dem Bogart einen Verfechter missratener Jungen spiele. Die junge Bogie und die Jungs füllten ihre Rollen mit dem gewohnten Charme aus.
Frank Showalter bewertete den Film auf seiner Seite Frank’s Movie Log und war der Meinung Crime School sei ein mittelmäßiger Beitrag zum Genre der kriminellen Jugendlichen, jedoch werde man beim Ansehen des Films wahrscheinlich das Gefühl haben, ihn schon einmal gesehen zu haben. Das liege daran, dass die Handlung im Wesentlichen aus einem anderen Humphrey-Bogart-Film, San Quentin, übernommen worden sei, nur dass Bogart diesmal die Rolle von Pat O’Brien spiele und die Dead End Kids Bogarts Rolle. Das funktioniere tatsächlich überraschend gut, denn Bogart wirke glaubwürdig als ehemaliger Straßengangster, der dem Teufelskreis aus Armut und Kriminalität entkommen sei, um ein angesehener Regierungsbeamter zu werden. Die Dead End Kids ihrerseits seien passabel. Wie immer altere ihr Auftritt nicht gut, und ohne Bogart wäre der Film eine Verschwendung, aber die Kids schafften es, den Film nicht zu sehr herunterzuziehen. Für Bogart-Fans sei der 85 Minuten lange Film auf jeden Fall einen Blick wert.
Limguela Raumeneon befasste sich auf der Seite La Saveur des goûts amers mit dem Film war der Meinung anderer Kritiker, dass der Film zwar gut geölt, aber dessen Handlung inzwischen so oft aufgewärmt worden sei, dass es schwerfalle, wirklich Freude daran zu haben. Der Film sei ebenso kurz wie seine Botschaft, dass man nicht zu hart zu Wilden sein solle, sonst zerstöre man am Ende jede Hoffnung auf Vertrauen. Oder auch: Niemand sei unrettbar. Es sei immer wieder überraschend, einen Film mit Humphrey Bogart zu sehen, aus der Zeit vor der Geburt des Film Noir. Er spiele oft gut (und rechtschaffene) Typen, eine Art früher Tom Hanks, der seine Zeit abgewartet und sich die Sympathie des Publikums gesichert habe.
Eric Penumbra von Prisonmovies.net war der Meinung, dass der Film ein Remake des Films The Mayor of Hell von 1933 sei, in dem James Cagney die Rolle eines reformorientierten Gefängnisdirektors gespielt habe. Humphrey Bogart übernehme hier dieselbe Rolle, es bedürfe eindeutig eines hartens Kerls, um der Gefängnisreform Glaubwürdigkeit zu verleihen.
Rob Rimes führte in seiner Rezension bei Talking Pulp, dass ihm der Film gefallen habe und nicht nur, weil Bogart darin eine prominente Rolle gespielt habe. Auch seien die Dead End Kids nicht so kindisch und komisch wie die Little Rascals oder ähnliche Gruppen. Der Ton des Films sei überwiegend ernst und deutlich härter, als man erwarten könne. Rimes meinte, ihm habe die Botschaft des Films und was er habe vermitteln wollen gefallen, ebenso wie die gute Umsetzung auf der Leinwand. Fazit: Die Kinder seien nicht zu nervig, Bogart großartig und auch Hauptdarstellerin Gale Page sei ziemlich gut und ziemlich liebenswert gewesen.
Alan G. Barbour stellte in seiner Biografie über Bogart fest, dass der Film, von dem man sich einen „Kassenschlager“ versprochen habe, im Ergebnis „ein mittelmäßiger Film“ gewesen sei. Bogart spiele „in abgegriffenem, emotionslosem Stil, den stellvertretenden Leiter einer Besserungsanstalt, in der die Dead End Kis untergebracht“ seien.
Der Kritiker des Time Magazins, dem die starken Anleihen des Films bei anderen Filmen nicht unverborgen blieben, schrieb, Crime School sei ein Sammelsurium an Kinoklassikern wie James Cagneys The Mayor of Hell, Freddie Bartholomews The Devil Is a Sissy und den Film San Quentin mit Pat O’Brien und Humphrey Bogart. Was dem Film jedoch seine ganz eigene, reiche und pikante Note verleihe, seien Zutaten wie die sechs jungen Schlägertypen aus Dead End und ein Dialogskript, das oft schärfer sei als die Dialoge in Dead End.

### Auszeichnungen
Photoplay Awards 1938
- Gewinner des Photoplay Award in der Kategorie „Bester Film des Monats Juli“
- Gewinner des Photoplay Award in der Kategorie Beste Schauspielleistungen im Monat Juli
für The Dead End Kids Huntz Hall, Leo Gorcey, Gabriel Dell, Billy Halop, Bobby Jordan, Bernard Punsly